# 스타다큐
《스타다큐》는 대한민국의 MBC TV에서 제작하는 이 세상을 살아가는 사람들의 이야기를 나누는 휴먼다큐멘터리 프로그램이다.

## 방송 시간
| 방송 채널 | 방송 기간                         | 방송 시간                                   |
| --------- | --------------------------------- | ------------------------------------------- |
| MBC TV    | 1997년 5월 19일 ~ 1999년 1월 18일 | 매주 월요일 저녁 7시 30분 ~ 8시 25분 (55분) |
| MBC TV    | 1999년 1월 25일 ~ 1999년 4월 26일 | 매주 월요일 밤 11시 ~ 11시 50분 (50분)      |

## 기획 의도
- 이 세상을 살아가는 사람들의 이야기를 다루는 휴먼다큐멘터리.

## 역대 진행자
- 김국진 (1997.05.19 ~ 1998.04.27)

## 에피소드 목록

### 1997년
| 회차 | 방영일    | 부제                     |
| ---- | --------- | ------------------------ |
| 1회  | 5월 19일  | 양파                     |
| 2회  | 5월 26일  | 신성우, 채시라           |
| 3회  | 6월 2일   | 김국진, 전원주           |
| 4회  | 6월 9일   | 이용식                   |
| 5회  | 6월 16일  | 97 미스 유니버스 브룩 리 |
| 6회  | 6월 23일  | 김승우                   |
| 7회  | 6월 30일  | 인순이                   |
| 8회  | 7월 7일   | H.O.T.                   |
| 9회  | 7월 14일  | 신대철                   |
| 10회 | 7월 21일  | 선동렬                   |
| 11회 | 7월 28일  | UP 작은 전쟁             |
| 12회 | 8월 4일   | 박진영                   |
| 13회 | 8월 11일  | 임창정                   |
| 14회 | 8월 18일  | 최수종, 하희라           |
| 15회 | 8월 25일  | 이휘재                   |
| 16회 | 9월 1일   | 이경규                   |
| 17회 | 9월 8일   | 차인표                   |
| 18회 | 9월 22일  | 안재욱                   |
| 19회 | 9월 29일  | DJ DOC                   |
| 20회 | 10월 13일 | 최진실                   |
| 21회 | 10월 27일 | 김희선                   |
| 22회 | 11월 3일  | 태극 전사 11인           |
| 23회 | 11월 10일 | 유승준                   |
| 24회 | 11월 17일 | 최지우                   |
| 25회 | 11월 24일 | 클론                     |
| 26회 | 12월 9일  | 신동엽                   |
| 27회 | 12월 15일 | 김건모                   |
| 28회 | 12월 22일 | 이의정                   |
| 29회 | 12월 29일 | 스타다큐 그 후           |

### 1998년
| 회차 | 방영일    | 부제                          |
| ---- | --------- | ----------------------------- |
| 30회 | 1월 5일   | 젝스키스                      |
| 31회 | 1월 12일  | 터보                          |
| 32회 | 1월 19일  | 서경석                        |
| 33회 | 1월 26일  | 최불암                        |
| 34회 | 2월 2일   | 지누션                        |
| 35회 | 2월 9일   | 김민종                        |
| 36회 | 2월 16일  | 이현우                        |
| 37회 | 2월 23일  | 박원숙                        |
| 38회 | 3월 2일   | 장미희                        |
| 39회 | 3월 9일   | S.E.S                         |
| 40회 | 3월 16일  | 이홍렬                        |
| 41회 | 3월 23일  | 안문현                        |
| 42회 | 3월 30일  | 이문세                        |
| 43회 | 4월 6일   | 윤석화                        |
| 44회 | 4월 13일  | 노사연                        |
| 45회 | 4월 20일  | 김지영                        |
| 46회 | 4월 27일  | 최종원                        |
| 47회 | 5월 4일   | 신문선                        |
| 48회 | 5월 11일  | 손창민, 이지영                |
| 49회 | 5월 18일  | 전원주                        |
| 50회 | 5월 25일  | 이승연                        |
| 51회 | 6월 1일   | 김지수                        |
| 52회 | 6월 8일   | 김흥국                        |
| 53회 | 6월 15일  | 1998년 미스코리아             |
| 54회 | 6월 22일  | 김호진                        |
| 55회 | 6월 29일  | 허준호                        |
| 56회 | 7월 6일   | 김현주                        |
| 57회 | 7월 13일  | 김한석, 이상아                |
| 58회 | 7월 20일  | 조혜련                        |
| 59회 | 7월 27일  | 김진수                        |
| 60회 | 8월 3일   | 이응경                        |
| 61회 | 8월 10일  | 유승준                        |
| 62회 | 8월 17일  | 신동호                        |
| 63회 | 8월 24일  | 윤해영                        |
| 64회 | 8월 31일  | 백지연                        |
| 65회 | 9월 7일   | 차승원                        |
| 66회 | 9월 14일  | 추상미                        |
| 67회 | 9월 21일  | 엄정화                        |
| 68회 | 9월 28일  | 홍기훈                        |
| 69회 | 10월 5일  | H.O.T. 스페셜                 |
| 70회 | 10월 12일 | 핑클                          |
| 71회 | 10월 19일 | 정선경                        |
| 72회 | 11월 9일  | 이경실                        |
| 73회 | 11월 16일 | 이영애                        |
| 74회 | 11월 23일 | 송윤아                        |
| 75회 | 11월 30일 | 홍경인                        |
| 76회 | 12월 7일  | MBC 신인 탤런트 "내일은 스타" |
| 77회 | 12월 14일 | 김남주                        |
| 78회 | 12월 21일 | 정선희                        |
| 79회 | 12월 28일 | 김국진                        |

### 1999년
| 회차 | 방영일   | 부제           |
| ---- | -------- | -------------- |
| 80회 | 1월 4일  | 박용하         |
| 81회 | 1월 11일 | 구성애         |
| 82회 | 1월 18일 | 심형래         |
| 83회 | 1월 25일 | 허재           |
| 84회 | 2월 1일  | 변정수         |
| 85회 | 2월 8일  | 강남길         |
| 86회 | 2월 22일 | 유혜정         |
| 87회 | 3월 1일  | 패티 김        |
| 88회 | 3월 8일  | 김규리         |
| 89회 | 3월 15일 | 전유성, 진미령 |
| 90회 | 3월 22일 | 권해효         |
| 91회 | 3월 29일 | 김현정         |
| 92회 | 4월 5일  | 명세빈         |
| 93회 | 4월 12일 | 박종훈         |
| 94회 | 4월 19일 | 박명수         |
| 95회 | 4월 26일 | 박진희         |

## 같이 보기
- 사과나무